# Geistliche Lieder
Geistliche Lieder trycktes av boktryckaren Joseph Klug i Wittenberg, ofta med tonsättningar av Luther. Flera olika upplagor gavs ut, bland annat 1529, 1535, 1539, 1543, 1545. 
Koralen som gavs ut 1529 innehöll bland annat en melodi som antas vara Luthers till hans egen psalmtext "Ein feste Burg ist unser Gott", möjligen tonsatt efter äldre förebilder, som användes i 1819 års psalmbok till psalmerna nr 124 och 278.
Koralen som gavs ut 1535 innehöll bland annat en melodi som används till flera psalmer i 1819 års psalmbok och Nya psalmer 1921: nr 20, 35, 118, 211, 307, 312, 316, 322, 567, 610.
Koralen som gavs ut 1539 med författare (?) Valentin Schumann och Leipzig som tryckort, innehöll bland annat en melodi av Martin Luther som används till flera psalmer i 1819 års psalmbok och Nya psalmer 1921: nr 54, 56, 63, 634.
I samma utgåva från 1539 fanns en melodi som uppges vara en gammalkyrklig tonsättning med gregorianska motiv bearbetad av Nicolaus Decius som använts som gloriapsalm i Sverige redan på 1600-talet och infördes som melodi i 1695 års psalmbok samt ingick i Haeffners koralbok. Enligt 1921 års koralbok med 1819 års psalmer används den som melodi för psalmerna nr 24 och 304.
Koralen som gavs ut 1543 innehöll melodin som används för psalm nr 61 1819. Dess ursprung anges i 1921 års koralbok med 1819 års psalmer vara två medeltida sånger: "Resonet in laudibus" och "Magnum nomen domini".
Koralen som gavs ut 1545 innehöll en melodi hämtad ur Einzeldruck vilken kom att användas till I dig, o Herre Jesus kär (1695 nr 240, 1819 nr 194) som också användes till O Skapare, o gode Gud (1819 nr 25).

## Psalmer
1529
- Vår Gud är oss en väldig borg (1695 nr 56, 1986 nr 237) "Melodins huvudtext" Finns på Wikisource.
  - O mänska, hör det bud (endast 1819 nr 278)
  - Vårt fäste i all nöd är Gud (ny 1986 nr 477)

1535
- Din spira, Jesus, sträckes ut (1819 nr 118) "Melodins huvudtext" Finns på Wikisource.
  - Av dig förordnad, store Gud (1819 nr 316)
  - Din kärlek, Jesu, gräns ej vet (1921 nr 567)
  - Gud låter sina trogna här (1819 nr 35) Finns på Wikisource.
  - Mitt hjärta, Jesu, denna dag (1819 nr 322)
  - När du på samvete och ed (1819 nr 312)
  - O Evige, o Gud (1819 nr 20)
  - Se, huru gott och ljuvligt är (1819 nr 307)
  - Upp, kristen, upp till kamp och strid (1819 nr 211) Finns på Wikisource.
  - Vår Skapare, all världens Gud (1921 nr 610)

1539
- Av himlens höjd oss kommet är (1695 nr 132, 1819 nr 63) "Melodins huvudtext" Finns på Wikisource.
  - Jerusalem, häv upp din röst (1819 nr 54) Finns på Wikisource.
  - Se natten flyr för dagens fröjd (1819 nr 56) Finns på Wikisource.
  - Bevara, Gud, vårt fosterland (1921 nr 634) Finns på Wikisource.
- Allena Gud i himmelrik (1695 nr 192, 1819 nr 24, 1986 nr 18) "Melodins huvudtext" Finns på Wikisource.
  - O Gud, vår konung lyckliggör (1819 nr 304) Finns på Wikisource.

1543
- Var kristtrogen fröjde sig (1819 nr 61)

1545
- I dig, o Herre Jesus kär (1695 nr 240, 1819 nr 194) "melodins huvudtext" och samma som till
  - O Skapare, o gode Gud (1819 nr 25)